# Blatnica (Štefanje)
Pour les articles homonymes, voir Blatnica.
Blatnica est un village de la municipalité de Štefanje (Comitat de Bjelovar-Bilogora) en Croatie. Au recensement de 2001, le village comptait 148 habitants.